# Hosey
Hosey (la Gazelle) est un bimestriel afghan créé en 2003.

## Sources
- Courrier international, planète presse : Hosey